# Rosa Arruti
Rosa Arruti, coneguda amb el pseudònim Nad Spiro (Sant Sebastià) és una compositora i creadora de música experimental espanyola, pionera en la música electrònica. El seu debut va tenir lloc al juny de l'any 2000 (Sala Abaixadors) i en aquell mateix any va presentar en el festival Sónar el seu primer disc Nad Spiro vs. Enemics de Hélix (Geometrik Rècords). En l'actualitat està celebrant 20 anys de carrera amb diversos projectes de col·laboració en directe, estudi, exposició o ràdio.

## Trajectòria
Spiro és una referent obligada a l'hora de parlar de l'experimentació sonora nacional, després de la seva primera etapa en diferents grups underground barcelonins, ha consolidat la seva trajectòria com a compositora i creadora de música contemporània, explorant terrenys de la perifèria de l'electrònica i investigant nous sons de la guitarra. Investigadora sònica d'ampli espectre musical, ha presentat el seu treball internacionalment i ha col·laborat amb nombrosos músics i artistes internacionals com My Cat is an Àlien, Kim Cascone, The Asterism o MK Ibáñez.
Nad Spiro va estrenar el seu àlbum Nad Spiro vs. Enemics de Helix, que va ser produït per Victor Sol des de Nova York (els Estats Units), al Sónar 2000 i, a l'octubre de 2002, va presentar a Experimentaclub Nad Spiro's Fightclubbing. També l'any 2002 va col·laborar en un projecte del creador d'àudio estatunidenc Kim Cascone (fundador de Silent Rècords, sonòleg de David Lynch) per al segell DEADTECH de Chicago i va contribuir amb un tema propi al recopilatori d'aniversari del segell britànic TECHNOH de Brian Lavelle.
Tinta Invisible va ser presentat durant la seva primera gira sud-americana al Museo Argentino de Ciencias Naturales de Buenos Aires dins del festival Fuga Jurásica. Posteriorment, ha continuat innovant en sales europees, inclosos bandes sonores en directe (Jim Jennings, Xcentric CCCB, 2010), i editant discos: Atomic Spy (2012), la portada del qual és un fotomuntatge del pintor Josep Renau (1907-1982), que va ser estrenat al festival Art-Sentit organitzat en el Caixaforum Madrid. Tots aquests treballs han estat publicats per Geometrik, segell de referència de l'experimentació electrònica a Espanya.
A més de la seva presència habitual als circuits internacionals de músiques innovadores, ha estat activa a Irlanda com a artista resident prop del port de Cork, presentant en directe les seves composicions al festival Sounds from a Safe Harbour (setembre de 2015) organitzat per l'Òpera de Cork. Va ser col·laboradora del departament educatiu de la Fundació Joan Miró (Barcelona) durant el curs 2005-2006 presentant el taller "Camuflatge Sonor". L'any 2016, el festival Radiophrenia de ràdio art va seleccionar diverses de les seves peces per a ser transmeses des de la seva seu a Glasgow, participant també en l'emissora efímera Dark Outside FM.
L'any 2017 va publicar a Irlanda l'àlbum Sirius Signals (Farpoint Recordings), que fou elogiat per la crítica, i que era la presentació del resultat de la seva residència artística al port de Cork: una ficció sonora sobre les transmissions portuàries en aquest port històric. I a l'any 2020 es va editar Pedreres, coedició en vinil a càrrec de Geometrik i Munster Rècords, un recorregut espectral per les desaparegudes pedreres de Montjuïc de Barcelona, treball amb inspiració psicogeogràfica on jugava només amb una guitarra i pedals d'efecte. Aquest últim treball, publicat en plena pandèmia (abril de 2020) no es va poder presentar en directe, però sí en format radiofònic (The Neon Hospice Radi) amb text a càrrec de MK Ibáñez. També en 2020, va incloure un tema en el recopilatori Isolation & Rejection vol.3 del segell de Manchester Front&Follow, va participar amb una peça en l'exposició Audiosfera del Museu Nacional Centre d'Art Reina Sofia i inicia una col·laboració amb la ràdio Neon Hospice.

## Col·laboracions
Després de l'inici de la seva trajectòria artística en grups undergound de Barcelona, com eren Psicòpates del Nord o Tendre Tembles, va començar a participar en projectes de la contracultura ("Els Falsos Pseudoides"). També va ser membre creadora de MohoChemie, un projecte musical que va editar nombroses cintes ala dècada dels noranta (Sikovaris Rec) i va incloure temes en recopilatoris com Self, Alter Musiques Natives i Gràcia Territori Sonor. Ha treballat també com a Niu GAZ i ha gravat amb Lars Müller i Krishna Goineau (ex-Liaisons Dangereuses). Ara dirigeix els seus esforços a dos duos: Setonil (túnel-musik) dedicat a esprémer les possibilitats escèniques i acústiques de la guitarra (+/- Destinacions), i SpecOp amb Alain Wergifosse: extorsió sonora en temps real. El seu col·laborador habitual ha estat l'escriptor i home de ràdio, MK Ibáñez, amb qui va formar el duo pop EyE SPy.
Després de diverses estades a Berlín, va iniciar noves col·laboracions musicals (Marcin Dymiter aka Emiter del tàndem polonès MAPA; en l'àmbit visual (Sofia Jack La zebra blanca, 2000; "Casa B-300", 2009) i en format vídeo (Looking, M Thereza Alves, Werkleitz Bienale 2002). També ha treballat amb altres creadors en el camp documental i del teatre (Gos Geometric, Teatre Kaddish) i instal·lacions com l'exposició de LL Duran (Joyas No Joyas, Perifèries 2001).

## Enregistraments com a Nad Spiro
- 2000 - Nad Spiro vs. Enemics de Helix. Geometrik.
- 2002 - Nad Spiro's Fightclubbing. Geometrik.
- 2007 - Tina Invisible. Geometrik
- 2012 - Atomic Spy. Geometrik.
- 2014 - Extensions of You. GasaG.
- 2015 - Orgasm fórmula. (single digital)[8]
- 2017 - Sirius Signals. Farpoint Recordings.
- 2020 - Pedreres. Geometrik-Munster Rècords.